# Eli Gras
Eli Gras   (Barcelona, 1971) és una artista multidisciplinària i autodidacta molt influent en l'underground barceloní, amb reconeixement a França, Alemanya i sobretot Països Baixos. També es fundadora i editora de La Olla Expréss. És compositora, multiinstrumentista, il·lustradora i dissenyadora gràfica. Ha col·laborat en llibres per a nens, en cinema d'animació i en la producció d'efectes especials per a cinema i publicitat. És a més editora musical i literària i promotora de projectes i esdeveniments culturals. Es defineix a ella mateixa com a Especialista en ferreteria conceptual.

## Biografia
Eli Gras va néixer al Barri de Gràcia de Barcelona en el si d'una família nombrosa. Des de molt petita ja tenia inquietuds artístiques eclèctiques i una visió del món que va fer que alguns artistes amics de la família es fixessin amb ella i comencessin a col·laborar-hi prematurament. Fou així com aviat formà part del grup experimental Etnia (1982-1989), al costat de Juzz S. Ubach, Alain Wergifosse i Florenci Salesas Pla, amb el qual va arribar a fer un concert a la seu de la revista esotèrica Karma 7 (1984), amb només tretze anys, o a participar en el Festival Estiu Mogut de Vilanova i la Geltrú, radicalment experimental, amb un set aleshores insòlit de sintetitzadors analògics i digitals, percussions, i instruments autofabricats. Al llarg de la dècada tocà amb músics d'altres àmbits, acostant-se a altres gèneres que reconvertia amb la seva personalitat com l'experimental, l'electropop, l'electropop-dada, el minimalisme o la música rebètika, entre d'altres. Els anys 90 va començar a fer els seus primers concerts en solitari alhora que ampliava el seu àmbit de col·laboracions. A meitat de la dècada cofunda el trio Obmuz, amb Quico Samsó i Alain Wergifosse i sofistica la creació dels seus propis instruments. Ja a l'arribada del segle xxi funda La Olla Expréss, una associació cultural creada amb la finalitat de publicar llibres i CDs en formats atípics, i el festival internacional NoNoLogic. que dirigeix i coordina i que s'han convertit en referents del panorama underground europeu.

## Estil musical i concepció artística
La seva música té dos vessants principals: per una banda la improvisació, en la qual priven els ambients misteriosos, sovint aspres, no exempts, però, d'elements murris que miren de diluir tota possible somlemnitat i la composició de temes principalment curts, tan instrumentals com cantats, que trenquen les barreres entre els diferents gèneres, amb una tendència cap a la barreja entre una certa fredor distant i la fascinació per paraules i melodies de fort caràcter emocional. Tant en un àmbit com en l'altre, l'ús d'instruments inusuals com joguines, guitarres trucades, artefactes diversos i altres instruments com el baix elèctric, petits teclats electrònics o flautes "prenen vida i s'expressen amb el seu propi llenguatge ". Eli Gras sovint comparteix els seus coneixements i petits descobriments, sons i processos amb tothom a qui li pugui interessar, permetent tocar els instruments al públic assistent als concerts, a part dels tallers, xerrades didàctiques i exposicions. Se sent compromesa amb la lluita contra l'elitisme i el secretisme.

## Literatura i altres disciplines
La poesia, la narrativa i, en menor mesura, el dibuix i altres disciplines, sempre han format part de les inquietuds d'Eli Gras des que era petita. El 1998 va poder autopublicar (reeditat el 2002 per La Olla Expréss) Cuentos de la olla expréss el seu primer recull de contes, de fort caràcter patafísic, al qual han seguit Mis queridos objetos y otras poeprosas (La Olla Expréss, 2002) i Sin espejos (La Olla Expréss, 2006). La seva activitat com a lectora en públic de la seva pròpia obra literària, molt menor a la musical, s'ha incrementat els darrers anys, arribant a fer aparicions en lectures col·lectives o fins i tot crear un espectacle de lectura i música amb la poeta i també músic Cèlia Sànchez-Mústich, dins de l'àmbit del LEM (Gràcia Territori Sonor).
Paral·lelament a la seva faceta musical i literària, també ha conreat altres camps artístics com el disseny gràfic, la il·lustració, el packaging, la fotografia, així com la presentació de seccions de diversos programes de ràdio, com la secció Mans i mànigues del programa Cabaret Elèctric d'iCat, presentat per Montse Virgili.

## Obres
A part dels seus treballs en solitari, ha format part d'altres grups com Colofonia, Kaimos, The Showers Sisters amb Adele Madau Obmuz, Etnia, Ome Acustic's i, juntament amb Florenci Salesas Pla, Motor Combo. Actualment forma part de la Laptopless Orquestra.

### Solitari
- 2002 - Baranda LP (La Olla Expréss, Barcelona)
- 2016 - Xylotheque LP (La Olla Expréss, Barcelona)
- 2018 - Grass Velvet[13] LP (Esc. Rec. Holanda)
- 2018 - Tasmanian Robinet EP (La Olla Expréss, Barcelona)
- 2019 - Museum of the Dry Bugs Cassette+ edició objecte (Gagarin records, Colònia)

### Llibres
- 2002 - Cuentos de La Olla Expréss (La Olla Expréss, Barcelona)
- 2002 - Queridos Objetos y Otras Poeprosas (La Olla Expréss, Barcelona)
- 2006 - Sin Espejos (La Olla Expréss, Barcelona)